# هنري مارسيل غوسان
هنري مارسيل غوسان  (1891-1981) (بالإنجليزية: Henri Marcel Gaussen) هو عالم نبات فرنسي.